# Pestalotiopsis mangiferae
Pestalotiopsis mangiferae är en svampart som först beskrevs av Henn., och fick sitt nu gällande namn av Steyaert 1948. Pestalotiopsis mangiferae ingår i släktet Pestalotiopsis och familjen Amphisphaeriaceae.   Inga underarter finns listade i Catalogue of Life.